# Liste von Kunstwerken im öffentlichen Raum in Yverdon-les-Bains
Dies ist eine Liste von Kunstwerken im öffentlichen Raum in Yverdon-les-Bains. Sie enthält öffentlich zugängliche Objekte in Yverdon-les-Bains (Kanton Waadt, Schweiz).
| Foto                    |                 | Objekt                                           |  | Typ                          |  |                           | Teil von         | Standort                      | Künstler            | Datierung | Beschreibung                                       |
| ----------------------- | --------------- | ------------------------------------------------ |  | ---------------------------- |  | ------------------------- | ---------------- | ----------------------------- | ------------------- | --------- | -------------------------------------------------- |
| Pestalozzi-Denkmal      | Datei hochladen | Pestalozzi-Denkmal                               |  | Denkmal, Statue              |  | Denkmal                   | Place Pestalozzi | Place Pestalozzi ·            | Karl Alfred Lanz    | 1890      | Denkmal für Johann Heinrich Pestalozzi (1746–1827) |
| Le Grand Baigneur       | Datei hochladen | Le Grand Baigneur                                |  | Brunnen, Kreiselinstallation |  | Verkehrskreisel · Brunnen |                  | Avenue des Bains ·            | Gaspard Delachaux   | 2002      |                                                    |
| Grandi figure verticali | Datei hochladen | Grandi figure verticali                          |  | Statuengruppe                |  |                           |                  | Avenue du Casino ·            | Ivo Soldini         |           |                                                    |
| Voyage Immobile         | Datei hochladen | Voyage Immobile                                  |  |                              |  |                           |                  | ·                             | Denis Perret-Gentil |           |                                                    |
|                         | Datei hochladen | Vorlage:WLPA-CH-Zeile name= ist Pflichtparameter |  |                              |  |                           |                  | Koordinaten fehlen! Hilf mit. |                     |           |                                                    |
|                         | Datei hochladen | Vorlage:WLPA-CH-Zeile name= ist Pflichtparameter |  | Brunnen                      |  | Brunnen                   |                  | Rue de la Plaine ·            |                     |           |                                                    |
| Gedenkstein             | Datei hochladen | Gedenkstein                                      |  | Kriegsdenkmal                |  | Denkmal                   | Place Pestalozzi | Place Pestalozzi              |                     | 1920      |                                                    |